# Genival Lacerda
Genival Lacerda Cavalcante (Campina Grande, 5 aprile 1931 – Recife, 7 gennaio 2021) è stato un cantante, compositore e musicista brasiliano.

## Biografia
Accostatosi alla musica nel 1950, fu uno dei maestri del genere Forró: tra le sue composizioni più note, Severina Xique-Xique, Radinho de Pilha e O Chevette da Menina.
Nel 2017 ricevette il prestigioso Ordem do Mérito Cultural.
Da tempo affetto dalla malattia di Alzheimer, era anche stato colpito da ictus nel 2020, qualche mese prima di contrarre il COVID-19, che infine l'avrebbe stroncato il 7 gennaio 2021 all'età di 89 anni.